# Luc Frieden
Luc Frieden (Esch-sur-Alzette, 16 september 1963) is een Luxemburgs politicus namens de CSV. Sinds 17 november 2023 is hij de premier van Luxemburg.

## Loopbaan
Luc Frieden studeerde rechten aan de Universiteit Parijs 1 Panthéon-Sorbonne in Frankrijk, de Universiteit van Cambridge (Queens' College) in het Verenigd Koninkrijk en Harvard Law School in de Verenigde Staten.
Bij de Luxemburgse parlementsverkiezingen van 1994 werd hij namens de christendemocratische CSV verkozen in de Kamer van Afgevaardigden, het parlement van Luxemburg. Bij zijn aantreden was hij 30 jaar oud en daarmee het jongste parlementslid.

### Ministerschappen
Begin 1998 werd binnen de toenmalige regering-Juncker-Poos een kabinetsherschikking doorgevoerd, waarbij Frieden door zijn partijgenoot en toenmalig premier Jean-Claude Juncker benoemd werd tot minister van Justitie en van Begrotingszaken. Tijdens Friedens ministerschap voerde Luxemburg in 2002 de euro in.
Na de verkiezingen van 2004 trad de regering-Juncker-Asselborn I aan, waarin Frieden zijn eerder genoemde ministerschappen behield. Daarnaast was hij van 2004 tot 2006 minister van Defensie.
Vanaf 2009 was Frieden minister van Financiën in de regering-Juncker-Asselborn II. Na de verkiezingen van 2013 belandde de CSV echter in de oppositie en kwam aan Friedens ministerschap een eind. In de hieropvolgende jaren was hij werkzaam in het bedrijfsleven, onder meer als vicevoorzitter bij Deutsche Bank (2014–2016), voorzitter van de Luxemburgse Kamer van Koophandel (2019–2023) en voorzitter van Eurochambres (2022–2023).

### Partijleider en premier
In 2023 keerde Frieden terug naar de politiek en werd hij door de CSV naar voren geschoven als lijsttrekker voor de Luxemburgse parlementsverkiezingen van dat jaar. De partij bleef onder zijn leiding stabiel op 21 zetels, terwijl de zittende coalitie haar meerderheid in het parlement verloor. Dankzij dit resultaat slaagden de christendemocraten erin om na tien jaar in de oppositie opnieuw aan de macht te komen. Op 16 november 2023 werd het coalitieakkoord tussen CSV en de liberale DP afgerond en een dag later werd de regering-Frieden-Bettel beëdigd met Frieden als premier. Zijn voorganger, Xavier Bettel, werd in de nieuwe regering aangewezen als vicepremier.

## Privé
Luc Frieden is sinds 1992 getrouwd met de Nederlandse Marjolijne Droogleever Fortuyn (*1963).
Gaspard-Théodore-Ignace de la Fontaine · Jean-Jacques Willmar · Charles-Mathias Simons · Victor de Tornaco · Emmanuel Servais · Félix de Blochausen · Édouard Thilges · Paul Eyschen · Mathias Mongenast · Hubert Loutsch · Victor Thorn · Léon Kauffman · Émile Reuter · Peter Prüm · Joseph Bech · Pierre Dupong · Joseph Bech · Pierre Frieden · Pierre Werner · Gaston Thorn · Pierre Werner · Jacques Santer · Jean-Claude Juncker · Xavier Bettel · Luc Frieden